# Deutsche Waldjugend

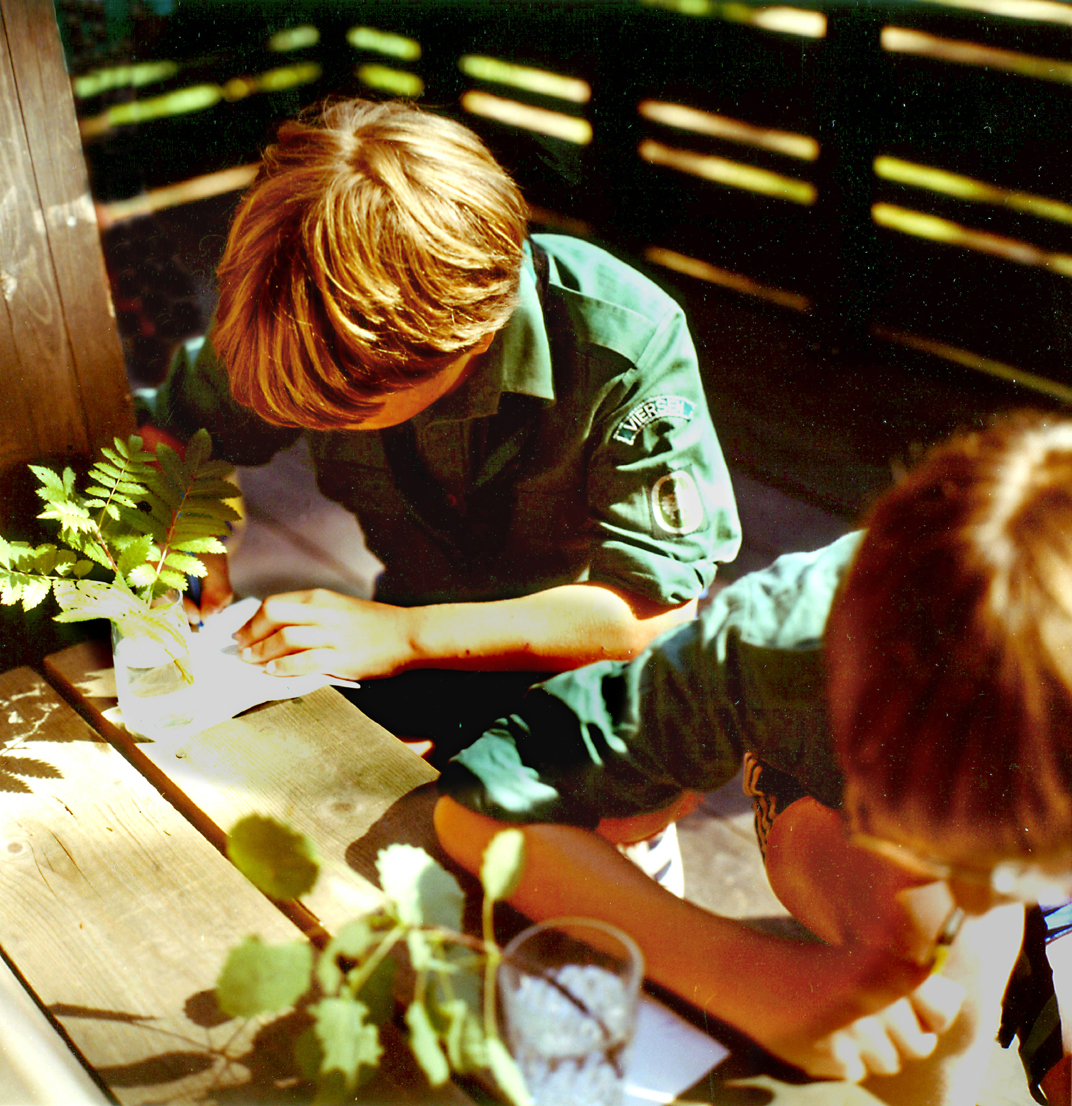
Junge Waldläufer bei der Pflanzenbestimmung während eines Haiks.
Zur „Späherprobe“ der Waldjugend gehört auch, 15 verschiedene Bäume und Sträucher des Waldes bestimmen zu können; siehe: „Besonderheiten“

Die Deutsche Waldjugend (DWJ) ist einer der ältesten Naturschutz-Jugendverbände in Deutschland und die Jugendorganisation der Schutzgemeinschaft Deutscher Wald, der ersten deutschen Bürgerinitiative nach dem Zweiten Weltkrieg. Sie wurde 1957 gegründet und ist in Deutschland mit ungefähr 400 Ortsgruppen vertreten. Die DWJ will bei ihren jungen Mitgliedern das Verständnis für die Notwendigkeit einer intakten Natur wecken.
Das Gruppenleben vieler Gruppen ist geprägt von Formen der Jugendbewegung.

## Geschichte
Nach dem Zweiten Weltkrieg waren große Waldflächen in Deutschland durch Raubbau vernichtet, und die „Schutzgemeinschaft Deutscher Wald“ (SDW) rief die Jugend auf, bei der nun notwendigen Wiederaufforstung zu helfen. Zahlreiche Jugendliche ließen sich von der Idee begeistern, manche machten öfters mit, sie „suchten die Tat, das Erlebnis im Wald und die Gemeinsamkeit.“ In Schleswig-Holstein, Niedersachsen und Hamburg entstanden biologische Arbeitsgemeinschaften, die von jungen Forstleuten und Lehrern betreut wurden. 1956 gründete Klaus Gundelach in Kiel einen „Jugendwaldring“ und es tauchte der Name Deutsche Waldjugend zum ersten Mal auf. 1957 wurde der Landesverband Nord gegründet und 1960 schlossen sich, trotz einiger Widerstände von Seiten der SDW, die Landesverbände Niedersachsen, Nord, Hessen, NRW und Rheinland-Pfalz zum Bundesverband Deutsche Waldjugend zusammen. 1966 fand ein erstes Bundeslager statt, auf dem Dieter Weldt zum ersten Bundesleiter gewählt wurde. Die Mitgliederzahl wuchs schnell an und auf dem zweiten Bundeslager 1968 auf der Festung Ehrenbreitstein standen bereits 100 Kohten und 7 Jurten. Seit 1977 öffnete sich der Verband zunehmend anderen Verbänden, nahm an überbündischen Treffen teil (unter anderem 1988 am Meißnertreffen) und arbeitete an der Zeitschrift der Jugendbewegung der eisbrecher mit.

## Struktur und Organisation
Die Waldjugend ist Mitglied im Erwachsenenverband der Schutzgemeinschaft Deutscher Wald. Sie ist ein als gemeinnützig eingestufter anerkannter Träger der freien Jugendhilfe. Die Vereinsarbeit ist nicht parteipolitisch, konfessionell oder weltanschaulich gebunden, die Struktur ist basisdemokratisch. Unterstützt wird die Arbeit durch den Förderverein der Deutschen Waldjugend, den Klaus-Gundelach-Fonds. Der 1975 von Klaus Gundelach gestiftete Klaus-Gundelach-Preis wird jährlich vom Präsidium der SDW an Einzelpersonen oder Gruppen der Deutschen Waldjugend für herausragende Leistungen verliehen.

### Bundes- und Landesebene
Der Bundesverband gliedert sich in 12 Landesverbände mit ungefähr 4000 bis 4500 Mitgliedern im Alter von 8 bis 27 Jahren, von denen etwa 40 Prozent weiblich sind. Hortenleiter sowie Mitarbeiter der Landes- und Bundesleitung können aufgrund ihrer Tätigkeit auch älter sein. Bundesgeschäftsführerin ist Noemi Loi und Bundesleiterin ist Kira Schnellbächer. Der Bundesverband gibt zwei Zeitschriften heraus und organisiert unter anderem die Bundeslager. In Niedersachsen gibt es einen von der Deutschen Waldjugend unabhängigen Verband, welcher ebenfalls den Namen Waldjugend trägt.

### Ortsgruppen: Horste und Horten
Es gibt ungefähr 400 Ortsgruppen. Die Mitglieder bezeichnen sich als Waldläufer, die 8- bis 10-Jährigen werden Wildlinge genannt. Gruppen mit einer Mitgliederzahl von meist 5 bis 15 Waldläufern bilden eine Horte, mehrere Horten an einem Ort einen so genannten Horst beziehungsweise im Landesverband Nord einen Hortenring (vergleichbar zu einem Kreisverband). Im Rahmen der Gruppenstunden und Arbeiten der einzelnen Horten finden Einsätze in lokalen Forsten statt, wobei es das Ziel ist, Kinder und Jugendliche für Natur zu interessieren und zu begeistern. Das Näherbringen von Natur ist einer der Kernpunkte in der Zielsetzung der Waldjugend.

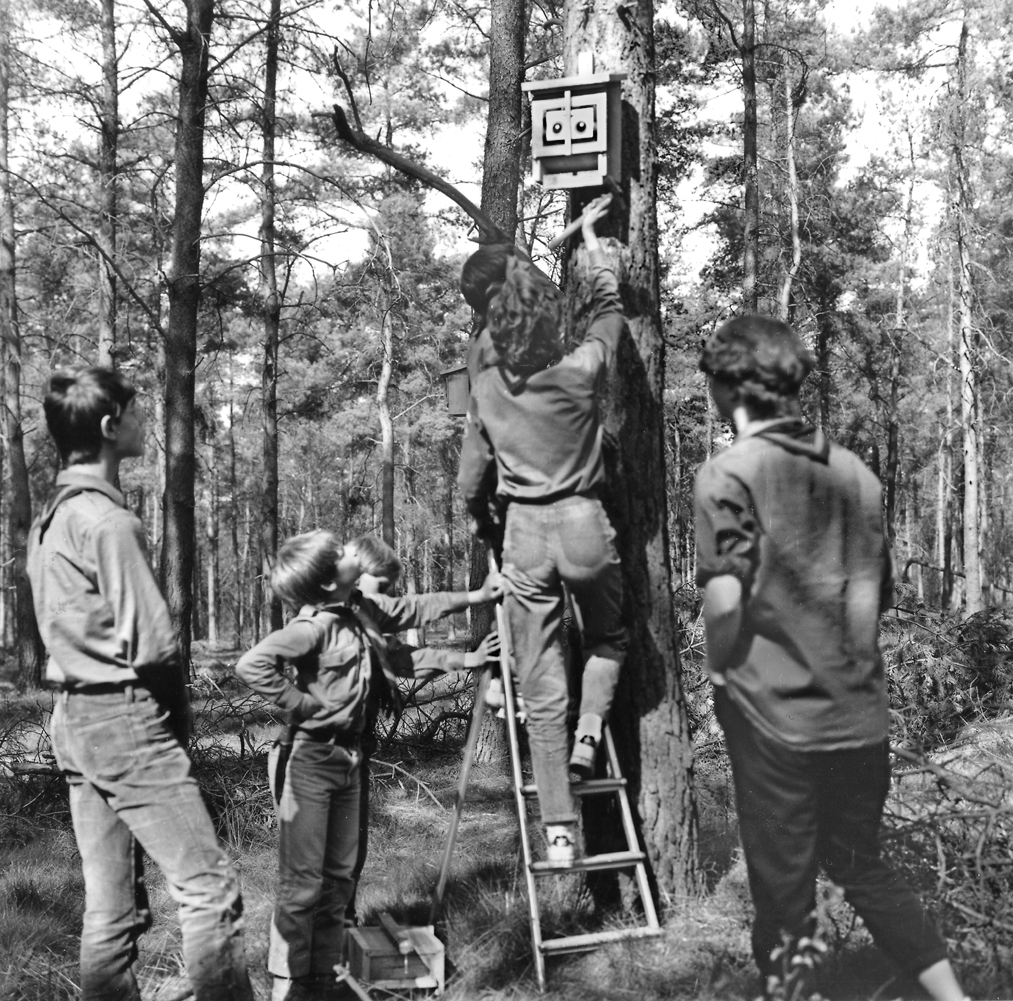
Waldläufer hängen spezielle Holzkästen zur Wiederansiedlung von Fledermäusen in ihrem „Patenforst“ auf.

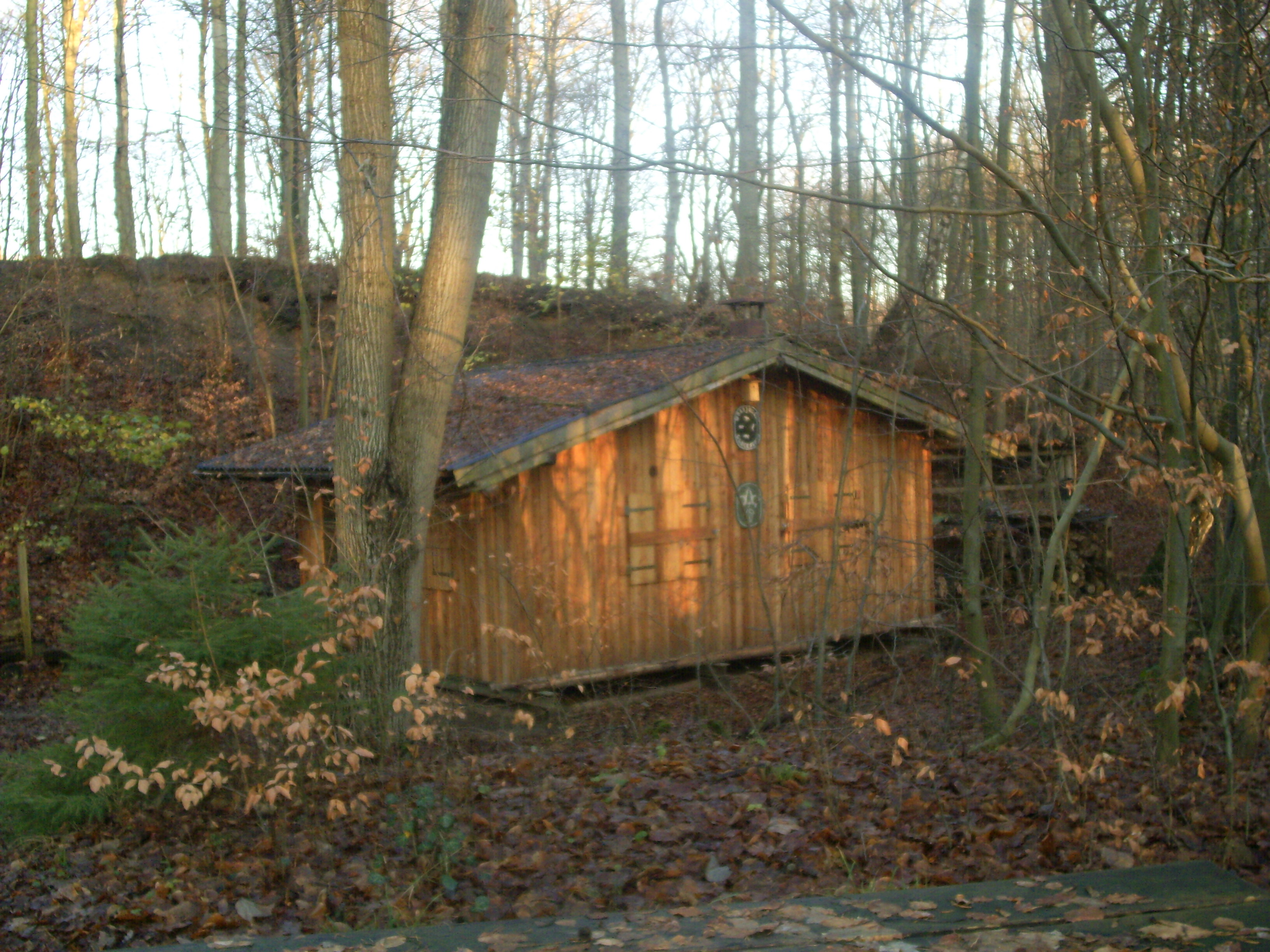
Hütte der Waldjugend im Glücksburger Wald

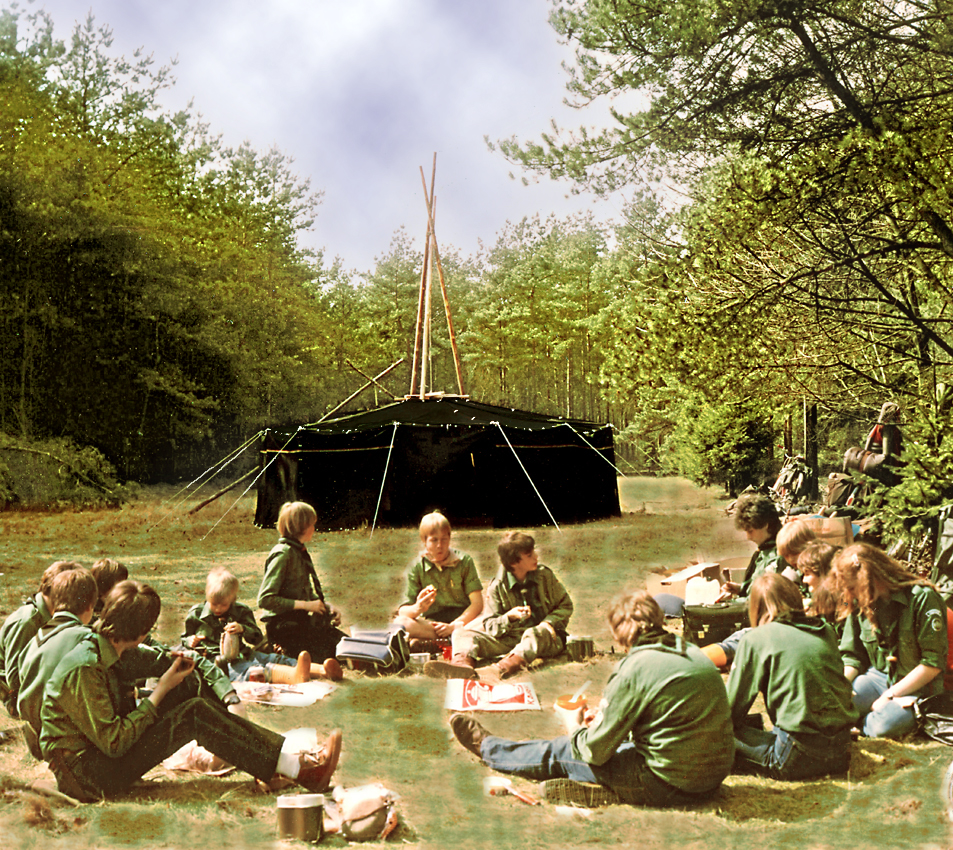
Waldläufer auf ihrem Lagerplatz bei der Mittagspause während eines Forsteinsatzes

### Forstpate und Patenforst
Die meisten Gruppen haben einen Forstpaten. Sie werden als Patenförster bezeichnet, wenn sie beruflich im Wald arbeiten; als Forstpate können zum Beispiel Biologielehrer tätig sein. Sie beraten die Waldläufergruppen und vermitteln ihnen die notwendigen Kenntnisse über die Natur und helfen beispielsweise bei Behördenangelegenheiten. Oftmals wird Gruppen ein bestimmtes Waldrevier zugewiesen, das die Mitglieder dann als „Patenforst“ betreuen. Bei vielen Aktivitäten, besonders bei den Waldjugend-Forsteinsätzen, ist eine Zusammenarbeit ohne Förster bzw. einen Forstpaten meist nicht möglich.

### Kluft und Symbole
Der Waldläufer trägt in der Regel ein dunkelgrünes Hemd, mit einem Abzeichen der Waldjugend sowie einem Abzeichen mit dem Namen seiner Ortsgruppe darüber. Nach einer Art Probezeit von etwa einem Jahr bekommt er sein Halstuch verliehen. Dies ist ein schwarz-grünes Dreiecktuch, welches zusammengerollt um den Hals getragen wird. Die Farbe Schwarz steht hierbei sinnbildlich für die Elemente Fahrt und Lager der Waldjugendarbeit. Die grüne Farbe spiegelt dabei die Verbundenheit zur Natur und Umwelt wider. Die beiden Enden des Halstuches werden mit einem Knoten zusammengefasst. Diese Knoten gibt es in vielerlei Ausführungen: einfache Lederknoten, Holzknoten, oder auch ein Stück Geweih. Der Knoten steht sinnbildlich für die Gemeinschaft und den Zusammenhalt der Waldläufer untereinander.

## Tätigkeitsbereiche

### Natur- und Umweltschutz

#### Allgemein
Der Verein ist auf vielen Gebieten des ehrenamtlichen Natur- und Umweltschutzes aktiv:
- Pflanzen von Bäumen, Pflege und Erhaltung des Waldes[2]
- Insekten- und Ameisen-Schutz
- Fledermaus-[3] und Vogelschutz
- Pflanzenschutz[4]
- Feuchtbiotoppflege und Amphibienschutz
- Bildung und Öffentlichkeitsarbeit; Organisation von Waldjugendspielen[5]

#### Projekte
Die Waldjugend beteiligt sich an nationalen und internationalen Projekten, zum Beispiel beim „Baum-Projekt“ der Vereinten Nationen mit der Aktion „Ein Baum für Afrika“ (1985/86). Je nach den Gegebenheiten werden zudem unterschiedliche örtliche Projekte durchgeführt. So wurde zum Beispiel an der früheren deutsch-deutschen Grenze am Berliner Nordrand ein „Naturschutzturm“ von der Waldjugend zusammen mit der SDW eingerichtet. Dieser ist einer von vier noch bestehenden ehemaligen Grenzwachtürmen, der entsprechend umgebaut wurde. Ein dazugehöriges großes Freigelände mit vielfältigen Biotopen wird gepflegt. Die Anlage steht auch Schulklassen für Projekttage zur Verfügung, eine Gruppe „Junge Imker in der Waldjugend“ ist dort tätig, Führungen werden angeboten und man kann dort einen „Hochzeitsbaum“ pflanzen.
Im Jahr 2018 startete die Waldjugend mehrere internationale Bildungsprojekte rund um den Klimawandel, z. B. in Brasilien und der europäischen Arktis.
2019 wurde das Projekt „Rettet unsere Waldvögel“ ins Leben gerufen. Auf dem Bundeslager 2019 wurde der Bundeslandwirtschaftsministerin ein symbolischer Gutschein über 20.000 ehrenamtliche Stunden für den Wald im Jahr 2020 übergeben.

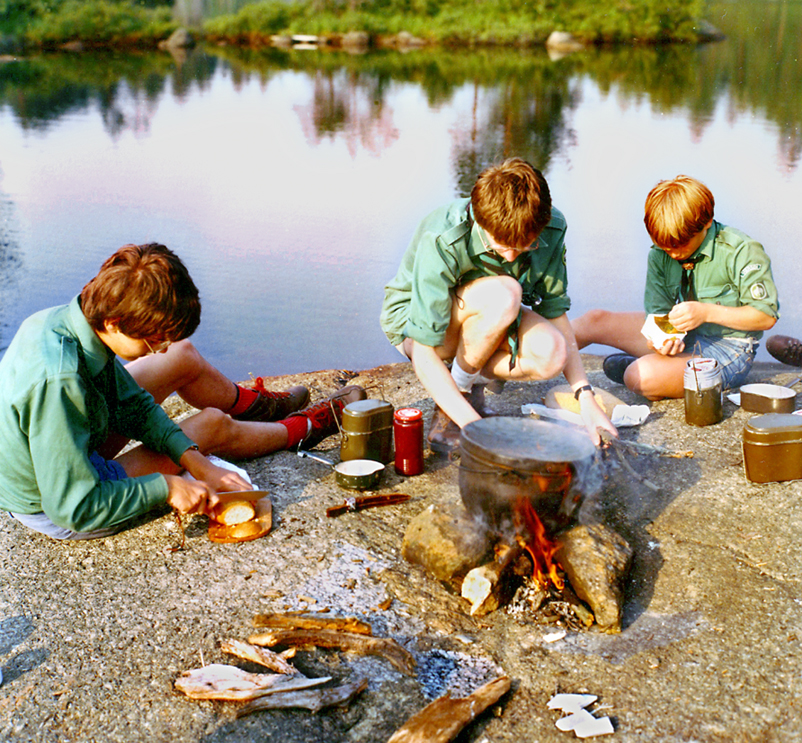
Einfache Kochstellen werden auf den kurzzeitigen Lagerplätzen bei Großfahrten errichtet.

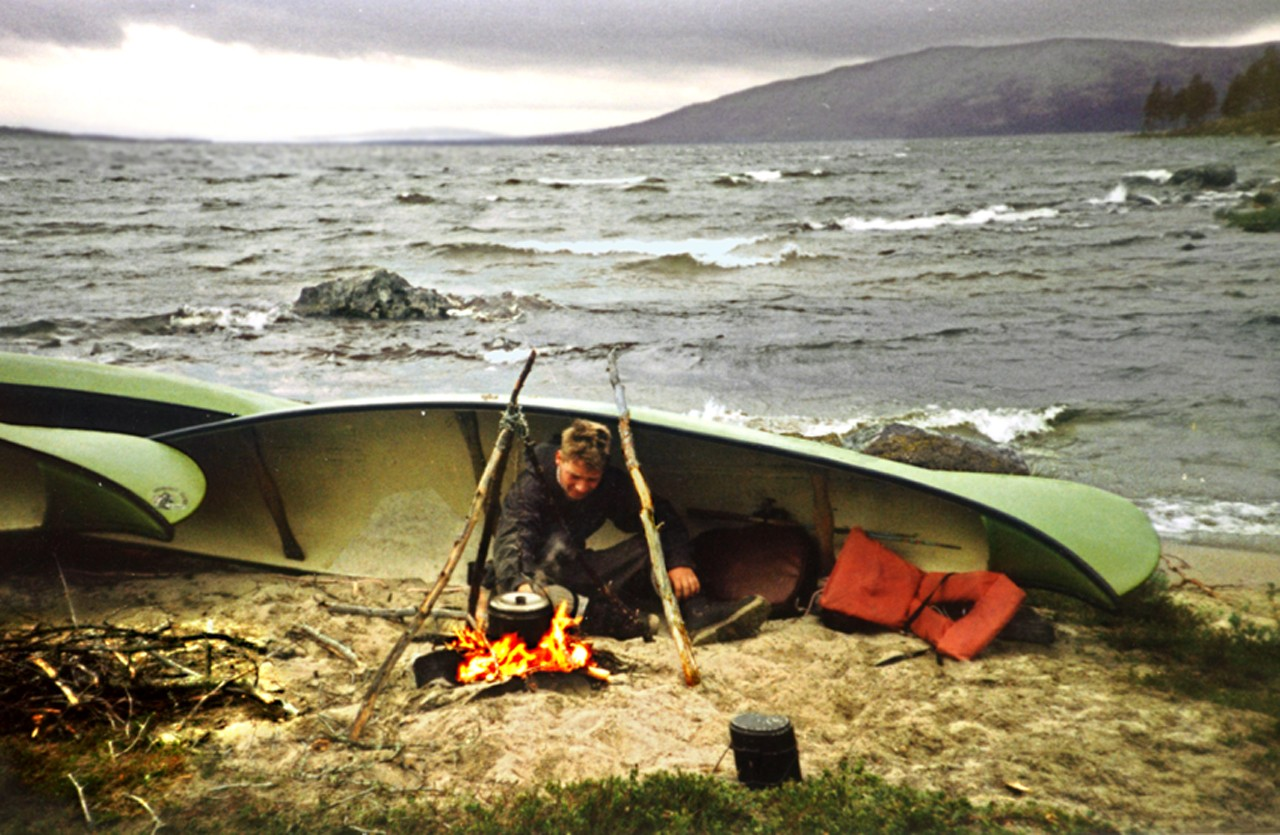
Abenteuer Skandinavien: Waldläufer suchen mit ihren Kanus Schutz vor einem Seesturm

### Jugendbewegtes Leben
Historisch sieht sich ein Teil des Verbandes in der Tradition der Deutschen Jugendbewegung und somit der Pflege bündischen Brauchtums verbunden. Entsprechend dem Leitbild von 2019 ist Vielfalt in der Jugendarbeit erwünscht und daher können die Gruppen ihre Schwerpunkte selbst gestalten.

#### Lager und Fahrt
Die Waldjugendlager mit ihren Kohten und Jurten finden meist abseits normaler Camping- und offizieller Zeltplätze statt. Wo es möglich ist, versucht man, so naturverbunden zu leben, wie es der Name schon impliziert. Viele Landesverbände veranstalten ein großes Landeslager, an dem die meisten örtlichen Gruppen teilnehmen. Besonders die Fahrt gilt als gemeinschaftsstiftendes Element der Jugendarbeit. Speziell die Nordlandfahrt in die fast noch unberührten Wildnisse Skandinaviens erleben die Waldläufer als eines der größten Abenteuer, was sich in vielen Fahrtenberichten in ihren Zeitschriften und im Waldjugend-Abenteuerbuch von der Überquerung der Hardangervidda „Fjellwanderung“ widerspiegelt.

#### Musisches
Der Verein wurde, wie Gruppen, die aus der Jugendbewegung hervorgingen, auch von der Romantik beeinflusst. Dies spiegelt sich beispielsweise in den am Lagerfeuer gesungenen Liedern wider. Durch Heinrich Steinhöfel (heinpe), der von 1961 bis 1968 aus der Deutschen Jungenschaft (dj.1.11) in die DWJ wechselte und den Hortenring Kiel führte, kam das bündische Liedgut in die Waldjugend. Auf Landes- und Bundesebene findet bei den gemeinsamen Lagern jeweils ein Singewettstreit statt. Jahrzehntelang war es üblich, dass die Siegergruppe des Bundessingewettstreits eine Saufeder erhielt, die sie bis zum nächsten Bundeslager behalten durfte. In der Waldjugend entstanden eigene Lieder, zum Beispiel Der kleine Troll, Der Piet am Galgen und am bekanntesten Wenn der Abend naht. Zudem gab die Waldjugend eigene Liederbücher heraus, außerdem mehrere CDs mit Fahrtenliedern und irischem Liedgut. Neben der Musik gehören zum musischen Bereich der DWJ besonders Werken und Basteln, aber auch Theater und Spiel.

#### Besonderheiten

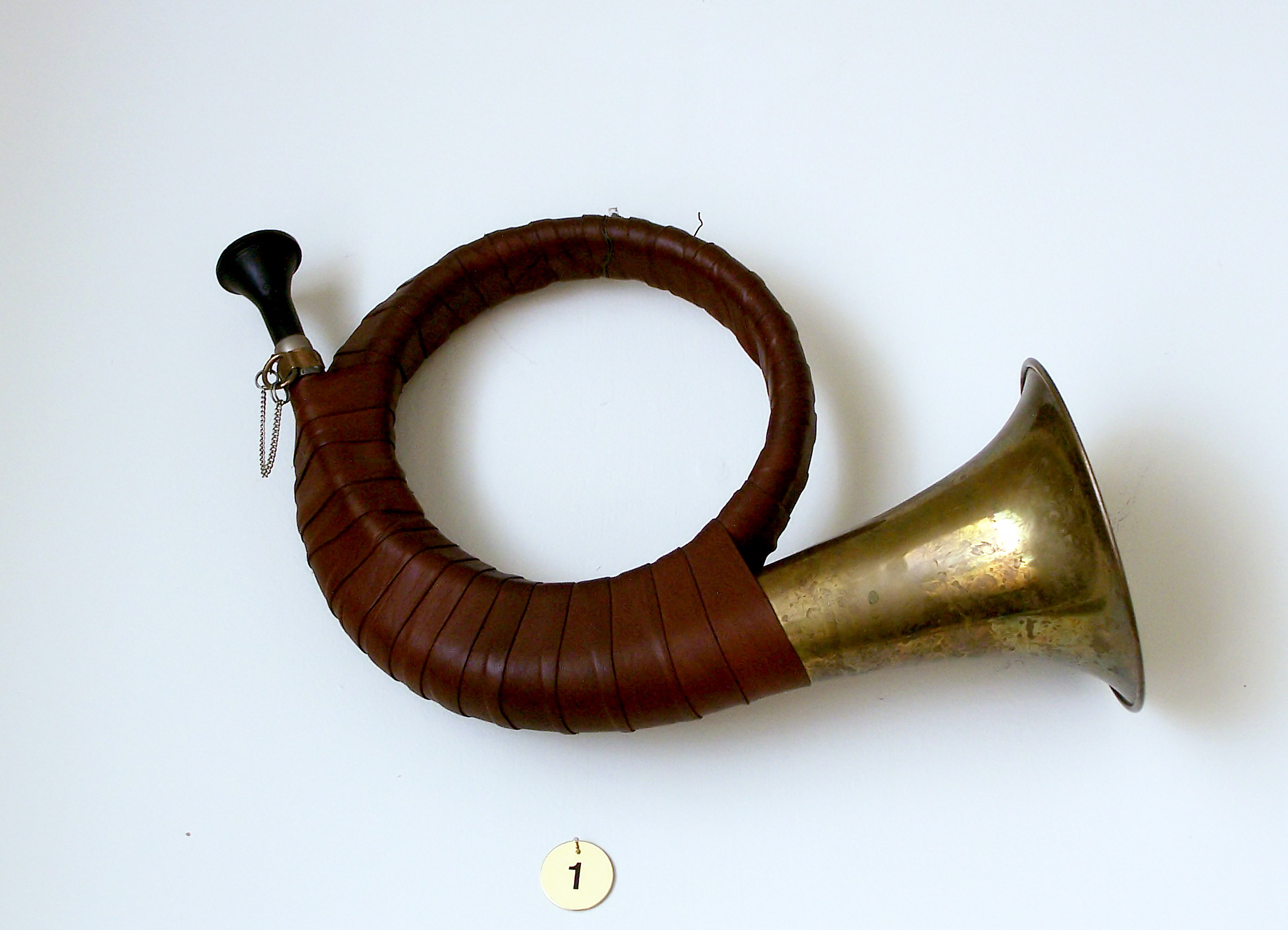
Jagdhorn (Fürst-Pless-Horn)

Innerhalb der Jugendverbände nimmt bei der Waldjugend das Jagdhornblasen eine Sonderstellung ein. Jedes große Lager wird mit einem Jagdhornsignal eröffnet und auf den jeweiligen Landes- und Bundeslagern finden Wettbewerbe im Jagdhornblasen statt.
Wesentlicher Bestandteil des Vereinslebens und Grundlage des pädagogischen Konzepts ist auch die sog. Späherprobe. Sie beinhaltet 24 Aufgaben, die ein Waldläufer im Laufe seiner Waldjugendzeit zu meistern versuchen sollte. Zu den Aufgaben gehören zum Beispiel der Bau von Nistkästen, die dann eine Brutperiode lang beobachtet werden, oder die Kenntnis von zehn Pilz-Arten, aber auch der Aufbau einer Kohte oder die Gestaltung eines Gruppenabends. In speziellen „Späherlehrgängen“ können sich die Waldläufer auf die Aufgaben vorbereiten. Hat jemand 10 Aufgaben geschafft, erhält er die grüne Kordel und kann sich Kundschafter nennen, mit 24 Punkten erhält er die silberne Kordel und darf sich als Späher bezeichnen. Als höchste Auszeichnung gibt es die Ernennung zum Heger, wenn mehrere Veranstaltungen organisiert wurden sowie aus einer Liste von Kompetenzbereichen (umfassendere) Aufgaben erfüllt wurden, die der Jugendarbeit zugutegekommen sind.

## Auszeichnungen
- 1999: Kai-Uwe-von-Hassel-Förderpreis

## Eigene Publikationen
Neben dem Bundesverband, der dreimal jährlich die Zeitschrift die info herausgibt, erscheinen in einzelnen Landesverbänden weitere, so Die Waldameise (NRW), Nordnachrichten (Nord), Waldjugendkurier (RLP) und Hortenpost (Hessen). Jährlich wird ein DWJ-Kalender gedruckt. 1985 erschien im Südmarkverlag die von der Waldjugend herausgegebene Bildbroschüre Bäume sind Heiligtümer. Seit 1978 gibt der Bundesverband in loser Folge die Führungsschrift Fang heraus, die bei detaillierten naturkundlichen Themen manchmal im Taschenbuchformat erscheint, zum Beispiel

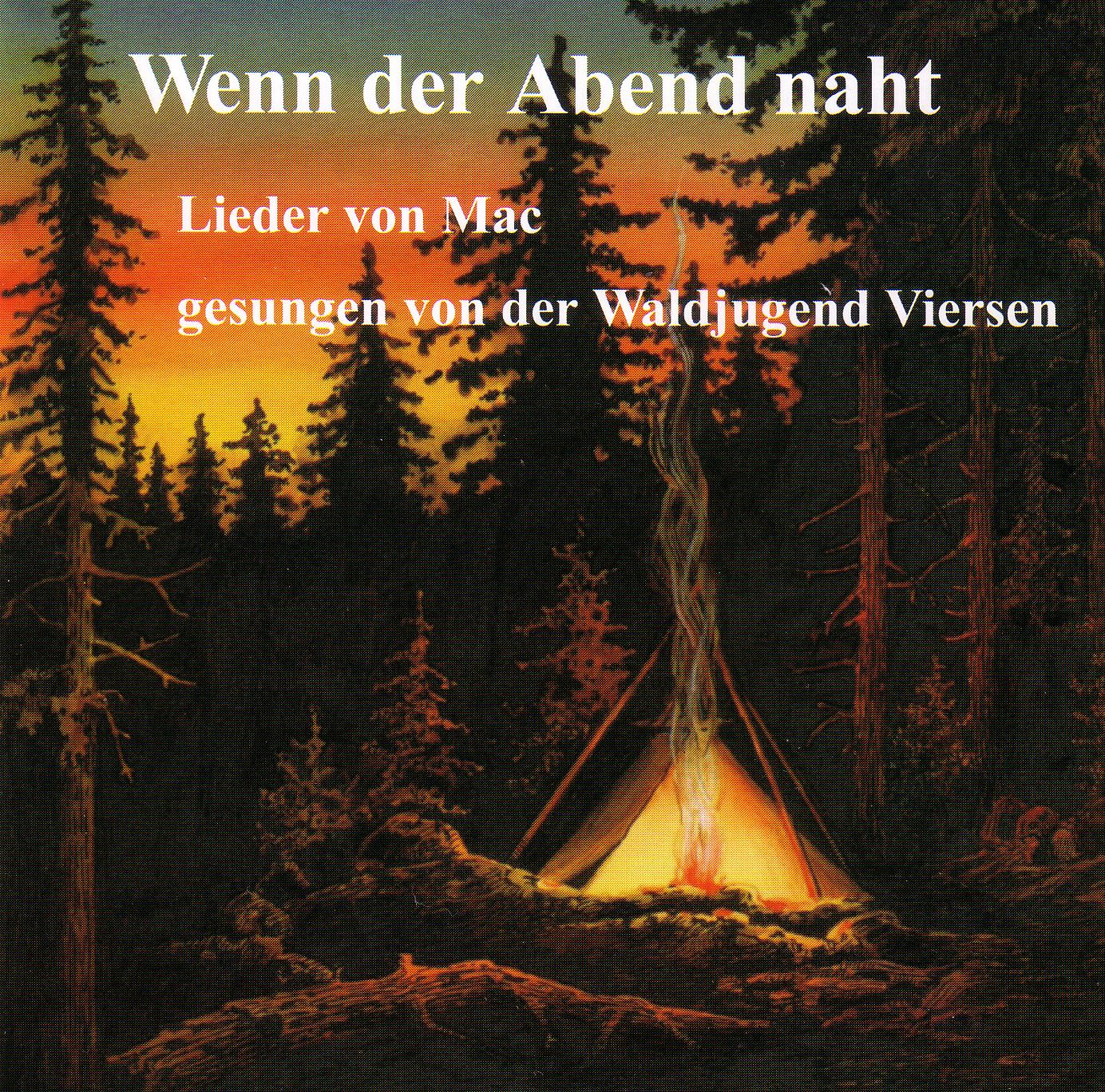
CD-Cover Wenn der Abend naht

- Manfred Sielaff: Unsere Waldameisen. Nr. 34. Hemer 1988.
- Manfred Sielaff, Helmut Pohl: Unsere Fledermäuse. Nr. 59. Hemer 1996.

Die Waldjugend brachte fünf eigene Liederbücher heraus (Sing ein Lied, Lieder von Mac, Töne und Klänge, Für uns Sänger sowie Lieder der Fahrt I und II), ferner drei CDs mit Fahrtenliedern (Wenn der Abend naht (1996), Heut wird die Hexe verbrannt (2006) und Eire. Lieder der grünen Insel).

## Sekundärliteratur
- Wolfgang Hegemeister: … und das ist Waldjugend? Fang 59. Deutsche Waldjugend, Hemer 1997.
- Wolfgang Hegemeister: … das ist die Waldjugend. Fang 61. Hemer 1999.
- Wolfgang Hegemeister: Die Späherprobe. Fang 39. Hemer 1990.
- Erik Martin: Waldjugend. In: Das kleine Grenzwaldbuch. Viersen 1988, S. 59–71.
- Manfred Stender: Naturschutzprojekte der Deutschen Waldjugend. Fang 54. Hemer 1994.